# Hookeriopsis subscabrella
Hookeriopsis subscabrella är en bladmossart som beskrevs av Fleischer och Brotherus 1921. Hookeriopsis subscabrella ingår i släktet Hookeriopsis och familjen Hookeriaceae. Inga underarter finns listade i Catalogue of Life.